# Ravichandran Ashwin
Ravichandran Ashwin (* 17. September 1986 in Madras, Indien) ist ein indischer Cricketspieler, der seit 2010 für die indische Nationalmannschaft spielt.

## Kindheit und Ausbildung
Sein Vater spielte selbst Cricket auf Club-Ebene. Ashwin begann als Batter und als Medium-Fast-Bowler und spielte für die U17-Auswahl Indiens. Nach einer Hüftverletzung musste er seinen Bowling-Stil ändern und wurde ein Off-Spinner.

## Aktive Karriere

### Anfänge in der Nationalmannschaft
Sein First-Class-Debüt gab er in der Ranji Trophy 2006/07 für Tamil Nadu. In seiner ersten und in den folgenden Saison lieferte er konstante Leistungen und empfahl sich so für weitere Aufgaben. Nachdem er während der Indian Premier League 2009 für die Chennai Super Kings spielend Aufmerksamkeit erzeugen konnte, rückte er näher ans Nationalteam. Erstmals in den Kader wurde er im November 2009 für die Tour gegen Sri Lanka berufen, kam jedoch nicht zum Einsatz. Während der Indian Premier League 2010 konnte er abermals überzeugen und Chennai zum Titel führen. Sein Debüt in der Nationalmannschaft im ODI-Cricket gab er bei einem Drei-Nationen-Turnier in Simbabwe im Juni 2010 gegen Sri Lanka. Dem folgte sein Debüt im Twenty20-Cricket bei der anschließenden Twenty20-Serie gegen Simbabwe. Bei der Champions League Twenty20 2010 gewann er mit den Chennai Super Kings den Titel und wurde als Spieler des Turniers ausgezeichnet. Im November kam Neuseeland nach Indien für eine ODI-Serie und er erzielte zwei Mal drei Wickets (3/50 und 3/24). Daraufhin wurde er für den Cricket World Cup 2011 nominiert. Während des Turniers wurde er zunächst zurückgehalten und kam erst am Ende zum Einsatz. Dort konnte er dann zwei Mal zwei Wickets gegen die West Indies (2/41) und im Viertelfinale gegen Australien (2/52) erreichen.
Im Sommer 2011 erreichte er bei der ODI-Serie in England 3 Wickets für 40 Runs. Beim direkt darauf folgenden Gegenbesuch des englischen Teams konnte er dann drei Mal drei Wickets (3/35, 3/38 und 3/28) erzielen. Im November folgte gegen die West Indies sein Debüt im Test-Cricket. Hier erzielte er im ersten Test 3 Wickets für 81 Runs und 6 Wickets für 47 Runs, und wurde dafür als Spieler des Spiels ausgezeichnet. Im dritten Spiel der Serie gelangen ihm dann ebenfalls neun Wickets (5/156 und 4/34), jedoch ebenso ein Century über 103 Runs aus 118 Bällen, wofür er als Spieler des Spiels und der Serie ausgezeichnet wurde. Dies war erst der zweite Test überhaupt der in einem Unentschieden endete. In Australien folgten dann in der Test-Serie zwei Mal drei Wickets (3/81 und 3/194) und ein Fifty über 62 Runs. Im Februar erreichte er bei einem Drei-Nationen-Turnier in Australien gegen Sri Lanka drei Wickets für 32 Runs und wurde als Spieler des Spiels ausgezeichnet. Auch beim Asia Cup 2012 im März erzielte er drei Wickets (3/39) gegen Sri Lanka. Im August konnte er in der Test-Serie gegen Neuseeland im ersten Test zwei Mal sechs Wickets (6/31 und 6/54) und damit erstmal mehr als zehn Wickets in einem Spiele erzielen. Dafür wurde er als Spieler des Spiels ausgezeichnet. Nachdem er im zweiten Spiel noch ein Mal 5 Wickets für 59 Runs erreicht hatte, wurde er als Spieler der Serie ausgezeichnet.

### Aufstieg zum weltbesten Test-Bowler
Im September folgte der ICC World Twenty20 2012, wobei er gegen Afghanistan und Pakistan jeweils zwei Wickets erreichte. Nach dem Turnier kam England nach Indien und Ashwin erzielte zwei Mal drei Wickets (3/80 und 3/183) und zwei Half-Centuries (68 und 91* Runs). In der daran anschließenden ODI-Serie folgten dann noch einmal 3 Wickets für 39 Runs. Im Februar kam dann Australien nach Indien für eine Test-Serie. Im ersten Spiel konnte er dabei insgesamt 12 Wickets (7/103 und 5/95) erzielen. Im zweiten (5/63) und vierten Test (5/57) erreichte er dann noch einmal fünf Wickets und wurde insgesamt als Spieler der Serie ausgezeichnet. Im Sommer erreichte er bei der ICC Champions Trophy 2013 im Halbfinale gegen Sri Lanka 3 Wickets für 48 Runs und gewann dann den Titel mit Indien. Im November erreichte er gegen die West Indies im ersten Test ein Century über 123 Runs aus 210 Bällen, sowie 3 Wickets für 46 Runs. Im zweiten Test folgten dann ein Mal vier (4/89) und ein Mal drei Wickets (3/45) in den beiden Innings. Daraufhin stieg er in den Weltranglisten des Weltverbandes zum besten All-rounder im Test-Cricket auf. Beim Asia Cup 2014 erzielte er gegen Pakistan (3/44) und Afghanistan (3/31) jeweils drei Wickets, was jedoch nicht zum Einzug ins Finale ausreichte. Dem schloss sich die ICC World Twenty20 2014 an. Hier erzielte er gegen Australien zum Abschluss der Vorrunde 4 Wickets für 11 Runs und wurde zum Spieler des Spiels ausgezeichnet. Im Halbfinale gegen Südafrika folgten dann 3 Wickets für 22 Runs, womit er half den Finaleinzug zu sichern, wo man dann gegen Sri Lanka verlor.
Im Sommer erreichte er in England in den Tests (3/72) und den ODIs (3/39) jeweils ein Mal drei Wickets, wobei er für letzteres als Spieler des Spiels ausgezeichnet wurde. Auch wurde er von der indischen Regierung mit dem Arjuna Award geehrt. Zum Jahreswechsel gelangen ihm in der Test-Serie in Australien ein Mal vier (3/134) und ein Mal drei Wickets (4/105), sowie ein weiteres Fifty über 51 Runs. Daraufhin war er Teil des Teams beim Cricket World Cup 2015. Dabei gelangen ihm gegen Südafrika 3 Wickets für 41 Runs und gegen die Vereinigten Arabischen Emirate 4 Wickets für 25 Runs. Während der Indian Premier League 2015 verletzte er sich am Finger und musste einige Spiele aussetzen. Im Sommer reiste er mit dem Team nach Bangladesch. Dort gelangen ihm in der Test-Serie 5 Wickets für 87 Runs und in der ODI-Serie 3 Wickets für 51 Runs. Im August folgte dann ein Test-Serie in Sri Lanka. Hier erzielte er im ersten Test zehn Wickets (6/46 und 4/114), ein Mal 5 Wickets für 42 Runs im zweiten und 4 Wickets für 69 Runs im dritten Test. Für diese Leistungen wurde er als Spieler der Serie ernannt. Im Oktober spielte er gegen Südafrika nach einem Jahr auch wieder eine Twenty20-Serie und konnte dabei 3 Wickets für 24 Runs erzielen. In der zugehörigen Test-Serie begann er im ersten Test mit 5 Wickets für 51 Runs und 3 Wickets für 39 Runs. Nachdem ihm vier Wickets (4/70) im zweiten test gelangen konnte er im dritten Test zwölf Wickets (5/32 und 7/66) erreichen. Im vierten und letzten Test folgten dann noch einmal 5 Wickets für 61 Runs, wozu noch ein Fifty über 56 Runs hinzukam. Dafür wurde er als Spieler der Serie ausgezeichnet. Am Ende des Jahres war Ashwin dann in den Test-Weltranglisten sowohl der beste Bowler, als auch der beste All-rounder.

### Focus auf Test-Cricket
Im Februar 2016 erzielte er in der Twenty20-Serie gegen Sri Lanka ein Mal vier (4/8) und ein Mal drei Wickets (3/14) und wurde auch hier als Spieler der Serie ausgezeichnet. Daran schloss sich der ICC World Twenty20 2016 an, wobei seine beste Leistung 2 Wickets für 26 Runs gegen Sri Lanka waren. Im Sommer reiste er mit dem Team in die West Indies. Hier begann er die Test-Serie mit einem Century über 113 Runs aus 253 Bällen, das er neben seinen 7 Wickets für 83 Runs im ersten Spiel erzielte. Im zweiten Test folgten dann 5 Wickets für 52 Runs und im dritten ein Century über 118 Runs aus 297 Bällen. Für diese Leistungen wurde er abermals als Spieler der Serie ausgezeichnet. Im September erzielte er gegen Neuseeland im ersten Test zehn (4/93 und 5/132) und im dritten dreizehn Wickets (6/81 und 7/59), wofür er wieder als Spieler der Serie ausgezeichnet wurde. In der daran anschließenden Test-Serie konnte er insgesamt vier Half-Centuries (70, 58, 72, 67 Runs) erreichen. Mit dem Ball erzielte er im zweiten Test 5 Wickets für 67 Runs und im vierten Test zwölf Wickets (6/112 und 6/55). Nachdem er erstmals nach einem Jahr wieder ein ODI bei der Serie gegen England gespielt hatte, erreichte er in der Serie 3 Wickets für 65 Runs. Zum Jahresende wurde er vom Weltverband als Spieler des Jahres ausgezeichnet. Im Februar erzielte er zunächst 4 Wickets für 73 Runs im Test gegen Bangladesch. Kurz darauf kam Australien nach Indien. Hier erzielte er im ersten Test insgesamt sieben (3/63 und 4/119) und im zweiten acht Wickets (2/84 und 6/41), bevor er im abschließenden vierten Test 3 Wickets für 29 Runs erreichte. Im Sommer nahm er an der ICC Champions Trophy 2017 teil, konnte jedoch nicht herausstechen. In der anschließenden ODI-Serie in den West Indies erzielte er 3 Wickets für 28 Runs, jedoch sollte es für ihn das letzte ODI für mehr als vier Jahren sein. Kurz darauf erhielt er einen Vertrag mit Worcestershire für die County Championship 2017. In Sri Lanka erreichte er dann in der Test-Serie drei (3/65), vier (4/68) und fünf Wickets (5/69), sowie ein Fifty (54 Runs).
Beim Gegenbesuch im November erreichte er zwei Mal vier Wickets im zweiten Test (4/67 und 4/63) und drei Wickets im dritten Spiel der Serie. Bei dem Spiel erreichte er sein 300. Test-Cricket und war der schnellste Spieler dem dies gelang. Dem folgte eine Test-Serie in Südafrika, wobei er 4 Wickets für 27 Runs erreichte. Im Frühjahr hatte er eine leichte Verletzung und musste einige Zeit aussetzen. Im Sommer erzielte er zunächst gegen Afghanistan 4 Wickets für 27 Runs. Bei der folgenden Tour in England konnte er zwar im ersten Test sieben Wickets (4/62 und 3/59) erreichen, verblieb jedoch im Rest der Serie schwach. Im Oktober erreichte er vier Wickets (4/37) gegen die West Indies und im Dezember zwei Mal drei Wickets (3/57 und 3/92) in Australien, jedoch verletzte er sich bei letzterem Spiel. Es war nur eine von mehreren Verletzungen die sein Jahr geprägt hatten. Im folgenden Jahr versuchte er sich wieder für die kurzen Formate ins Gespräch zu bringen. Er spielte in der Indian Premier League 2019 für Kings XI Punjab und erhielt einen Vertrag mit Nottinghamshire in England. Jedoch erhielt er erst im Oktober wieder einen Einsatz in der Nationalmannschaft. Gegen Südafrika gelangen ihm dort dann im ersten Test 7 Wickets für 145 Runs und im zweiten 4 Wickets für 69 Runs. In der Test-Serie gegen Bangladesch erzielte er jedoch nur ein Mal drei Wickets (3/42), ebenso wie in Neuseeland (3/99) im Februar.

### Rückkehr ins Twenty20-Team
Im Dezember 2020 erreichte er in Australien ein Mal vier (4/55) und ein Mal drei Wickets (3/35). Daraufhin kam England nach Indien. Im ersten Test erreichte er neun Wickets (3/146 und 6/61) und im zweiten wurde er für acht Wickets (5/43 und 3/53) als Spieler des Spiels ausgezeichnet. Nachdem er sieben Wickets (3/26 und 4/48) im dritten Test hinzufügte, bevor er im letzten Test noch einmal acht Wickets erreichte (3/47 und 5/47) und als Spieler der Serie ausgezeichnet wurde. Auch sicherte er damit die Qualifikation Indiens für die ICC World Test Championship 2021–2023. Dieses verlor er jedoch im Juni gegen Neuseeland. Im November wurde er dann für den ICC Men’s T20 World Cup 2021 nominiert und spielte dort erstmals seit vier Jahren wieder ein internationales Twenty20-Match. Dort konnte er dann gegen Namibia 3 Wickets für 20 Runs erzielen. Dem folgte eine Test-Serie gegen Neuseeland, wobei er zwei Mal drei Wickets (3/82 & 3/35) im ersten und zwei Mal vier Wickets (4/8 & 4/34) im zweiten Test erreichte. Dafür wurde er als Spieler der Serie ausgezeichnet. Im März erzielte er zwei Mal vier Wickets (4/47 und 4/55) gegen Sri Lanka. Daraufhin wurde er beim Asia Cup 2022 eingesetzt, konnte jedoch nicht überzeugen. Auch wurde er abermals beim ICC Men’s T20 World Cup 2022 und konnte dort gegen Simbabwe 3 Wickets für 22 Runs erzielen.
Nach dem Turnier erzielte er beim zweiten Test der Serie in Bangladesch vier Wickets (4/71) und wurde dafür als Spieler des Spiels ausgezeichnet. Zum Ende der Saison 2022/23 folgte eine Test-Serie gegen Australien. Hier begann er mit insgesamt acht Wickets (3/42 & 5/37) im ersten Spiel, bevor er sechs weitere (3/57 & 3/59) in der zweiten Begegnung beisteuerte. Im dritten test gelangen ihm drei Wickets (3/44) und im abschließenden vierten Spiel sogar sechs (6/91). Dafür wurde er neben Ravindra Jadeja als Spieler der Serie ausgezeichnet. Daraufhin stieg er auf den ersten Platz der Test-Bowler-Rangliste des Weltverbandes auf. In der Saison 2023 reiste er mit dem Team in die West Indies. Hier erzielte er im ersten Test insgesamt zwölf Wickets (5/60 & 7/71), womit er den Innings-Sieg sicherte. Im zweiten Spiel der Serie konnte er ein Fifty (56 Runs) beisteuern. Im September gelangen ihm dann drei Wickets (3/41) in der ODI-Serie gegen Australien. Beim Cricket World Cup 2023 war er zunächst nicht vorgesehen, ersetzte jedoch dann den verletzten Axar Patel. Jedoch kam er nicht zum Einsatz. Im Januar 2024 erreichte er im ersten Test gegen England zwei Mal drei Wickets (3/68 & 3/126) und im zweiten Spiel ein weiteres Mal (3/72). Im vierten Spiel der Serie konnte er dann fünf Wickets (5/51) erzielen und im abschließenden fünften Spiel insgesamt neun Wickets (4/51 & 5/77).

### Überraschender Rücktritt
Im September 2024 erzielte er im ersten Test gegen Bangladesch erst ein Century über 113 Runs aus 133 Bällen und dann sechs Wickets (6/58). Dafür wurde er als Spieler des Spiels ausgezeichnet. Im zweiten Spiel der Serie konnte er drei weiter Wickets (3/50) erreichen und wurde letztendlich als Spieler der Serie benannt. In der folgenden Test-Serie gegen Neuseeland gelangen ihm zwei Mal drei Wickets (3/64 und 3/63). Jedoch hatte er in der Serie Probleme und kassierte viele Runs. Zu Beginn der sich daran anschließenden Tour in Australien kam er nur bei einem der ersten drei Test zum Einsatz und hatte dort nur ein schwaches Ergebnis. In dessen Folge erklärte er noch während der Tour überraschend seinen Rücktritt von der Nationalmannschaft.